# Schleuse Kelheim
Die Schleuse Kelheim an der Staustufe Kelheim wurde in der Zeit von 1976 bis 1981 im Rahmen des Baues der Bundeswasserstraße Main-Donau-Kanal errichtet und am 15. März 1989 in Betrieb genommen.

## Schleuse

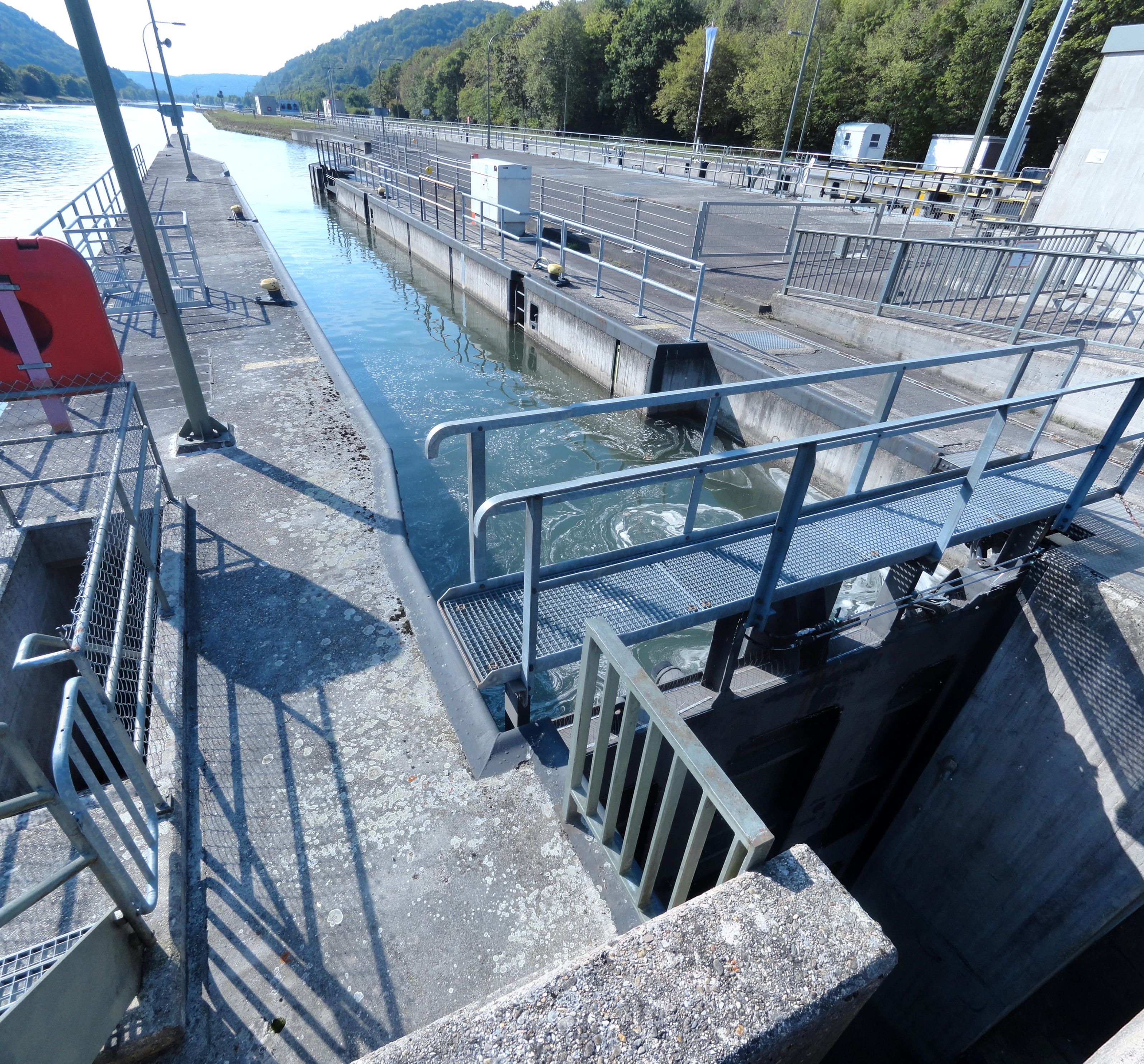
Bootsschleuse

Die Kammer der Schiffs-Einzelschleuse liegt bei Kanal-Kilometer 166,06 am linken Ufer, hat bei einer Kammerlänge von 207 m eine nutzbare Länge von 190 m und eine Nutzbreite von 12 m.
Am zugehörigen Wehr der Staustufe Kelheim liegt das Stauziel bei 346,6 m ü. NN, der Wasserspiegel des Schleusen-Unterwassers liegt bei 338,2 m ü. NN und die entsprechende Schleusungs-Fallhöhe beträgt somit 8,40 Meter. Das Niveau der Oberkante der Schleusenplattform liegt auf 348,1 m ü. NN, das Niveau der Kammer-Sohle liegt auf 334,2 m ü. NN.
Die Kammer mit einem Volumen von 21.170 m³ wurde in Betonbauweise errichtet und wird am Oberhaupt mit einem 38 Tonnen schweren Hub- und Senktor verschlossen. Das Untertor ist ein zweiflügeliges Stemmtor. Füllung und Entleerung der Kammer erfolgen über Längskanäle mit je zwei Rollenschützen am Ober- und Unterhaupt als Verschluss. Eine Schleusung dauert 10 Minuten.

## Bootsschleuse
Die Kammer der Bootsschleuse liegt rechts der Schleuse und hat bei einer Länge von 40 m eine nutzbare Länge von 30 m und eine Nutzbreite von 4 m.
Das Niveau der Kammer-Sohle liegt auf 336,6 m ü. NN. Ober- und Untertor sind einflügelige Schlagtore mit Torschütz.

## Steuerung
Die Schleuse wird seit 2007 aus der Revierzentrale der WSV in Dietfurt ferngesteuert. Durch diese Leitzentrale werden auch die Schleusen Riedenburg, Dietfurt und Berching fernbedient. Ursprünglich wurde die Schleuse Kelheim aus dem Schleusenturm vor Ort bedient. Ab 2024 soll die Steuerung von zwölf Schleusen aus der Leitzentrale Nürnberg erfolgen, später die aller 16 Kanalschleusen.

## Brücke
Unmittelbar unterhalb des Unterhaupts quert bei Kilometer 166,176 eine Straßenbrücke den Main-Donau-Kanal.

## Betriebsstörungen
- Am 24. März 2010 stürzte an der Schleuse ein 80-Tonnen-Autokran um.[5]
- Am 28. Juni 2015 kam es in der Schleusenkammer zu einer Havarie eines Gütermotorschiffes, das ein davor schleusendes Passagierschiff rammte. Es gab 26 Verletzte.[6]